# District de Samarahan
Le district de Samarahan (malais : Daerah Samarahan) est un district administratif de l'État malaisien du Sarawak, qui fait partie de la Division de Samarahan. La capitale du district est dans la ville de Samarahan.

### Liens connexes
- Districts de Malaisie